# Zespół bojowy WŁWD

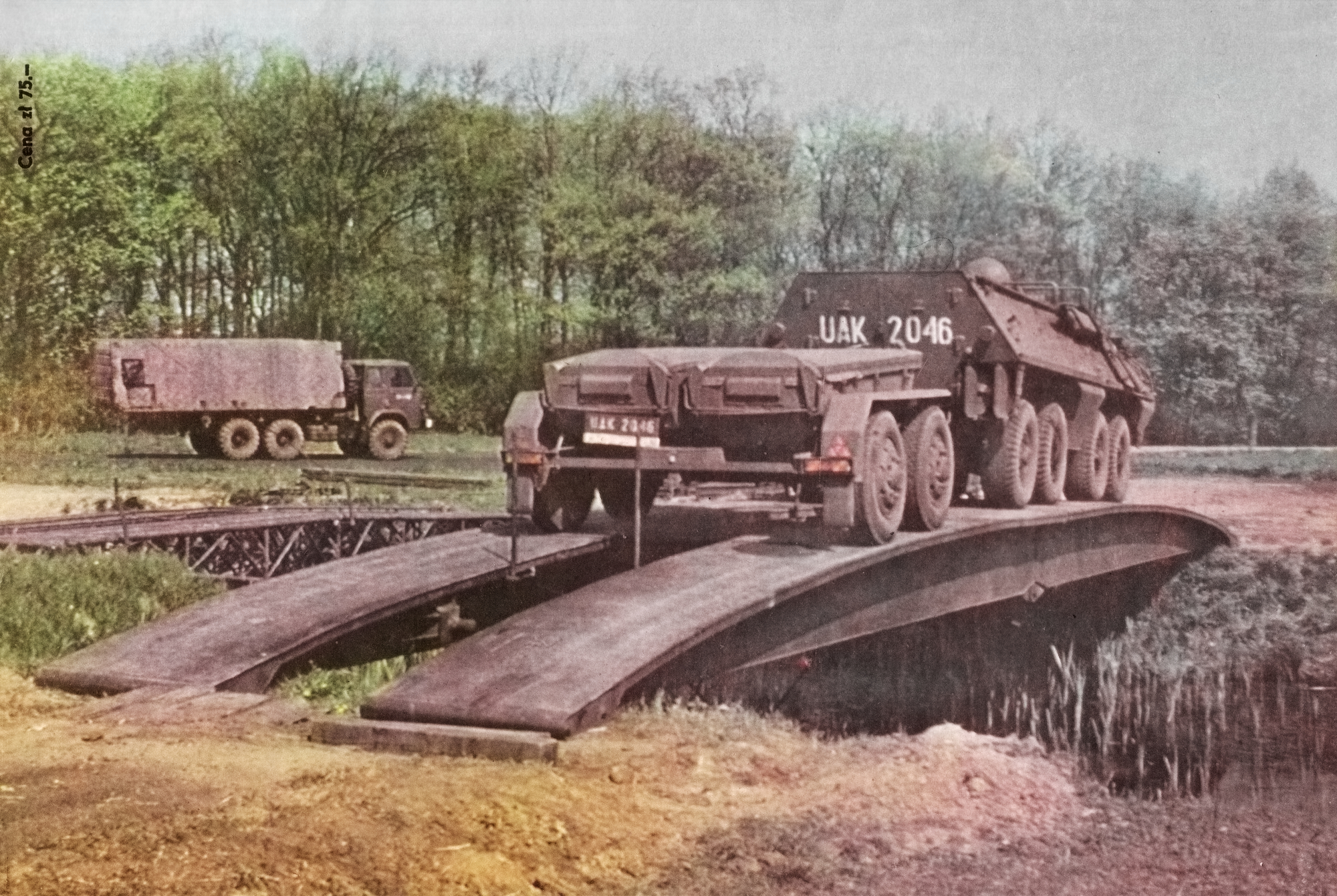
SKOT S-260 holujący przyczepę z ładunkami wydłużonymi

Zespół bojowy WŁWD – urządzenie saperskie przeznaczone do wykonywania przejść sposobem wybuchowym w zaporach minowych przed przednim skrajem i w głębi obrony nieprzyjaciela. Zespoły te mogą być montowane na czołgach, przyczepach holowanych za transporterami opancerzonymi lub samochodami ciężarowo-terenowymi. 

## Charakterystyka zespołów

### Zespół bojowy zamontowany na czołgu
Zespół bojowy ZB-WŁWD zamontowany na czołgu jest przeznaczony do wykonywania przejść w zaporach minowych sposobem wybuchowym, samodzielnie przez pododdziały czołgów.

W skład zespołu bojowego WŁWD montowanego na czołgu wchodzą następujące zespoły: 
- dwa pojemniki-wyrzutnie PW-ŁWD z ładunkami ŁWD-100/5000,
- osprzęt stały WŁWD i osprzęt zdejmowany,
- trał przeciwminowy KMT-4,
- kaseta PSK.

| Nazwa parametru                                                      | Wartość   |
| -------------------------------------------------------------------- | --------- |
| masa osprzętu PW-ŁWD/c                                               | 3,5 t     |
| kąt ostrzału armaty z pojemnikami                                    | 220°      |
| kąt zejścia silnika z prowadnicy pokrywy                             | 40°       |
| czas montażu pojemników-wyrzutni PW-ŁWD/c do czołgu przez załogę     | 30-35 min |
| czas demontażu pojemników-wyrzutni                                   | 20-40 min |
| czas potrzebny do odstrzelenia ŁWD po zajęciu przez czołg stanowiska | 15-20 min |
| donośność strzału ładunku ŁWD                                        | 260 m     |
| długość wykonanego przejścia ŁWD                                     | 100 m     |
| szerokość wykonanego przejścia ŁWD                                   | 4,5 m     |
| czas trałowania przejścia po wybuchu                                 | 90 s      |

### Zespół bojowy ZB-WŁWD montowany na przyczepie
Zespół bojowy ZB-WŁWD montowany na przyczepie może być holowany za transporterem opancerzonym lub za samochodem ciężarowo-terenowym. Ładunki ŁWD-100/5000 tego zespołu bojowego mogą być odstrzeliwane z pojemników-wyrzutni zamontowanych na przyczepie lub z ziemi. W skład tego typu zespołu wchodzą:
- transporter S-260 wersji torującej,
  - sterownica SE-WŁWD,
  - przewody instalacji elektrycznego zasilania obwodów strzałowych pojemników i mechanizmu wyczepienia
- przyczepa na pojemniki-wyrzutnie,
- dwa pojemniki-wyrzutnie PW-ŁWD,
- osprzęt elektryczny sterowania odstrzeliwaniem ładunków ŁWD,
- środki do uzbrajania obwodów strzałowych pojemnika-wyrzutni,
- silnik rakietowy,
- ładunek ŁWD.

### Zespół bojowy ZB-WŁWD przeznaczony do odstrzeliwania ŁWD  z ziemi
Zespół bojowy ZB-WŁWD przeznaczony do odstrzeliwania ŁWD  z ziemi składa się z: 
- pojemnika-wyrzutni,
- kompletu ładunków ŁWD,
- silnika rakietowego,
- zamocowań kotwicznych (linki odciągowe i kołki kotwiczne)
- dwużyłowego przewodu minerskiego na szpuli,
- zapalarki elektrycznej TZK-100A lub KPM-2.

## Elementy zespołu

### Ładunek wydłużony
Ładunek wydłużony duży ŁWD-100/5000, przeznaczony do wykonywania przejść w zaporach inżynieryjnych, jest odstrzeliwany na zapory inżynieryjne z pojemnika-wyrzutni PW-ŁWD. Ładunek ŁWD składa się z następujących zespołów:
- silnik rakietowy[a],
- wiązka ładunków ŁW-1,
- urządzenie pobudzające[b],
- głowica,
- lina łącząca nr 1 do połączenia silnika rakietowego z głowicą,
- cztery sprężyny hamująco-wyrównawcze
- dwie liny łączące nr 2 do połączenia urządzenia pobudzającego ze sprężynam
- sprężyna z zaczepem przedniej ściany skrzyni wyrzutni.

| Nazwa parametru                           | Wartość   |
| ----------------------------------------- | --------- |
| Długość ogólna zmontowanego ładunku ŁWD   | 120 m     |
| Długość części wybuchowej ładunków ŁW-1   | 100,5 m   |
| Masa pięciu ładunków ŁW-1                 | 500 kg    |
| Całkowita masa ładunku ŁWD                | 920 kg    |
| Donośność silnika rakietowego z ładunkami | 245 m     |
| Szerokość przejścia w polu minowym        | 4,0–4,5 m |

### Pojemnik-wyrzutnia PW-ŁWD
Pojemnik-wyrzutnia PW-ŁWD służy do wystrzeliwania ładunków wydłużonych ŁWD-100/5000 oraz do przechowywania i przewożenia tego ładunku w stanie zmontowanym. Pojemniki mogą być zamocowane na czołgach i specjalistycznych przyczepach. Składa się z kadłuba, pokrywy i instalacji elektrycznej. 
| Nazwa parametru                           | Wartość          |
| ----------------------------------------- | ---------------- |
| masa pojemnika z ładunkiem ŁWD            | 1150 kg          |
| masa pustego pojemnika                    | 230 kg           |
| wymiary pojemnika                         | 2816X1000X680 mm |
| kąt otwarcia pokrywy z prowadnicą silnika | 40°              |
| system sterowania obwodami strzałowymi    | elektryczny      |
| układ instalacji elektrycznej             | jednoprzewodowy  |

### Przyczepa na pojemniki-wyrzutnie
Dwuosiowa przyczepa specjalna na pojemniki-wyrzutnie posiada urządzenia do zamocowania dwóch pojemników-wyrzutni z ładunkami ŁWD-100/5000. Komplet środków do uzbrajania obwodów strzałowych zespołu bojowego WŁWD na przyczepie specjalnej składa się z:
- czterech zapałów opóźnionego działania ZOD-8,
- dwóch świec do uzbrajania silników rakietowych,
- siedmiu zapłonników PP-9[c],
- dwóch zapłonników PP-9/10 do uzbrojenia obwodów strzałowych wyczepiania sprężyn.